# Pallacanestro in carrozzina ai XVI Giochi paralimpici estivi
Il torneo di pallacanestro in carrozzina dei XVI Giochi paraolimpici estivi si è svolto dal 25 agosto al 5 settembre 2021 in due località: il Musashino Forest Sport Plaza e la Ariake Arena. Il torneo maschile era composto da dodici squadre, quello femminile da dieci.

## Formato
Le squadre hanno partecipato a una fase di qualificazione a gruppi, seguita da incontri a eliminazione diretta comprensivi di quarti di finale e semifinale. È stata disputata la finale per la medaglia di bronzo nonché le partite valide per il piazzamento definitivo in classifica.

## Calendario
| Maschile dettagli  | G | G | G | G | G | G |    | QF |    | SF |   |   | B | F |
| Femminile dettagli | G | G | G | G | G |   | QF |    | SF |    | B | F |   |   |

| G | Gironi eliminatori | QF | Quarti di finale | SF | Semifinali | B | Finale medaglia di bronzo | F | Finale medaglia d'oro |

## Podi
| Evento           | Oro         | Argento  | Bronzo        |
| Torneo maschile  | Stati Uniti | Giappone | Gran Bretagna |
| Torneo femminile | Paesi Bassi | Cina     | Stati Uniti   |